# På väg hem från fabriken
På väg hem från fabriken (engelska: Coming from the Mill) är en målning av den brittiske målaren Laurence Stephen Lowry från 1930.

## Konstnären
Laurence Stephen Lowry (1887–1976) tecknade och målade ofta med motiv från Pendlebury i Lancashire i Storbritannien, där han bodde och arbetade i mer än 40 års tid. Hans berömmelse ligger i bilder från industridistrikten i nordvästra England från mitten av 1900-talet. Han utvecklade en speciell målningsstil och målade upp stadslandskap med människor, vilka ofta beskrevs som "tändsticksmänniskor". Han målade också mystiska obefolkade landskap och disharmoniska porträtt, 
Han har ibland betecknas som naivist och fick ofta till sin irritation höra att han skulle vara en självlärd amatöristisk "söndagsmålare".

## Målningen
På väg hem från fabriken visar arbetare som går hem från en fabrik efter slutet på sitt skift. Den är baserad på en tidigare pastellteckning av samma konstnär: Coming from the Mill från omkring 1917–18. Lowry själv ansåg oljemålningen som "sitt mest karaktäristiska fabriksmotiv". Den visar inte en verklig fabrik, utan miljön är sammansatt av enskilda verkliga byggnader med detaljer ur hans fantasi.
| ”                        | Jag fick syn på fabriken som motiv och jag blev slagen av det. Jag försökte jämnt måla det. Jag försökte måla fabriksmotivet så gott jag kunde. Det var inte lätt. Nåväl, med en kamera kunde ett visst motiv ha klarats av det ha klarats av på en gång. | „ |
| – Lawrence Stephan Lowry | |   |

Målningen är en av de tio som utvalts av engelska konstinstitutioner för att representera England i Europeanas europeiska konstverksprojekt 2016.

## Proveniens
På väg hem från fabríken köptes av konstnären 1940 och finns nu på The Lowry, som är ett år 2000 invigt teater- och konsthallskomplex på Pier 8 vid Salford Quays i Salford i Stor-Manchester i Storbritannien, vilket fått sitt namn av Lawrence Stephen Lowry.